# Shetongmon
Shetongmon, även känt som Xaitongmoin, är ett härad (dzong) som lyder under staden Shigatse i Tibet-regionen i sydvästra Kina.